# Handlungskonzept
Handlungskonzept  ist ein häufig verwendeter Begriff in Sozialwesen, Sozialpädagogik und Pädagogik. Der Begriff bezeichnet den Zusammenhang von Menschenbild, Zielen, Inhalten, Verfahren, Methoden sowie Techniken einer Intervention in der Sozialen Arbeit. Er wurde erstmals von Karlheinz Geißler und Marianne Hege in die Diskussion um Methoden der Sozialen Arbeit eingebracht.

## Verwendung
Der Begriff Handlungskonzept bildet eine der wichtigen Grundlagen für die Reflexion methodischen Handelns in der Sozialen Arbeit. Wird er von Professionellen verwendet, gehört er zum Begriffsinventar einer „reflexiven Praxis“ Sozialer Arbeit. In der Theorie dient dieser Begriff als Instrument Grundlagen des Handelns in der Sozialen Arbeit zu rekonstruieren. Dabei dient er dem Versuch, verschiedene Interventionen der Sozialen Arbeit in ihren Merkmalen zu bestimmen und diese zu klassifizieren.

## Handlungskonzept als Instrument reflexiver Praxis
Der Begriff des Handlungskonzeptes kann als ein Begriff für die Praxis verstanden werden. Er soll die Akteure in der Sozialen Arbeit ermächtigen, die eigene Arbeit zu reflektieren. Geschieht dies mit dem Begriff Handlungskonzept, dann geht es um den Zusammenhang sowie die Stimmigkeit von Zielen, Inhalten, Verfahren, Methoden, Techniken und den handlungsleitenden Gesamtvorstellungen bei einer Intervention. Der Begriff ist ein Instrument der Selbstvergewisserung sozialpädagogischen Handelns.
Der häufig zu dem Begriff „Methode“ identisch verwendete Begriff „Handlungskonzept“ ist dem Methodenbegriff übergeordnet und zeichnet sich ihm gegenüber durch größere Komplexität, vor allem durch die Abbildung eines Sinnzusammenhangs und der Interdependenz einzelner Elemente aus. Er verweist zum einen auf theoriebezogene, ethische und sozialphilosophische Grundlagen der sozialpädagogischen Arbeit und fundiert zum andern von deren abstrakter Grundlage her Methoden, Verfahren und Techniken. Der Begriff des Handlungskonzepts dient damit in vermittelnder Funktion von praktischer Sphäre und Theorie bzw. Axiologie (Philosophie).
Das Handlungskonzept hebt die Stellung des Menschenbildes für die professionelle Intervention hervor. Da das Menschenbild eng damit zu tun hat, welches Handeln wünschenswert und durchführbar erscheint, fordert der Begriff Handlungskonzept dazu auf, die Beziehungen zwischen beiden zu thematisieren.
Der Begriff wird vor allem in den Konzeptionen von (sozial-)pädagogischen Einrichtungen als Mittel gegen die Beliebigkeit spontanen Handelns in der Sozialen Arbeit eingesetzt. Er soll Hilfe leisten gegen eine Kolonisierung der Sozialen Arbeit durch Begriffe aus anderen Lebensbereichen, vor allem denen der Ökonomie.

## Handlungskonzept als Instrument theoretischer Reflexion
Im Bereich der Methodenforschung wird der Begriff des Handlungskonzeptes eingesetzt, um die Einbettung sozialpädagogischen Handelns in komplexe Sinnzusammenhänge nachzuweisen bzw. das Handeln als solch einen Sinnzusammenhang zu rekonstruieren.
Ein zweites Anliegen besteht in der Reflexion von Zielen und Mitteln professionellen Handelns sowie in der Klassifizierung und Unterscheidung von Interventionen.
In einer kulturorientierten Theorie der Sozialen Arbeit soll durch die Identifikation kultureller Zusammenhänge von Handlungskonzepten in Sozialer Arbeit eine weitere wichtige Voraussetzung für professionelles Handeln in der Einwanderungsgesellschaft erfüllt werden.

## Einteilung von Handlungskonzepten
Für die Soziale Arbeit schlägt Bührmann eine Einteilung in Person-/ Familienbezogene sowie Sozialraumorientierte Handlungskonzepte vor. Diese Einteilungsmatrix orientiert sich an Zielgruppen bzw. Handlungsfeldern der Sozialen Arbeit.
Person- und Familienbezogene Handlungskonzepte:
- klientenzentrierte Beratung
- Systemische Beratung
- Lebensweltansatz
- Case Management
- Mediation

Sozialraumorientierte Handlungskonzepte:
- Streetwork
- Soziale Gruppenarbeit
- Erlebnispädagogik